# Naked (album)
Naked is het debuutalbum van Nikki dat op 24 november 2008 verscheen.
De eerste single Bring Me Down kwam uit op 29 september 2008 en werd direct verkozen tot Radio 538 Alarmschijf en TMF Superclip. Het nummer bereikte de top vijf van de Nederlandse Top 40. Als tweede single werd gekozen voor What did I do. Hoewel deze minder succes behaalde dan de voorganger, haalde het nummer wel de top 40. Daarmee was ze de tweede Nederlandse Idols-winnaar na Boris die met meer dan twee nummers in de Top 40 kwam. In juni 2009 kwam haar derde single getiteld How to Break a Heart uit. Dit nummer bleef steken in de tipparade.
Andere nummers van Nikki uit deze periode zijn Hello World en This is Me.

## Tracklist
1. "Naked"
2. "What Did I Do"
3. "Bring Me Down"
4. "How to Break a Heart"
5. "Failed Again"
6. "My Addiction"
7. "You Won't See Me Cry"
8. "Easy To Love"
9. "Brief & Beautiful"
10. "Inconsolable"